# استیون گلدبرگ
استیون گلدبرگ (انگلیسی: Steven Goldberg؛ زادهٔ ۱۴ اکتبر ۱۹۴۱) انسان‌شناس، مؤلف (پدیدآور)، جامعه‌شناس، و استاد دانشگاه اهل ایالات متحده آمریکا است.